# Neozygitomycetes
Neozygitomycetes é uma classe monotípica de fungos da divisão Entomophthoromycota cuja única ordem é Neozygitales.

## Taxonomia
Segundo o NCBI, a ordem contém:
- Família Neozygitaceae
  - Género Neozygites
  - Género Apterivorax